# Robert Edward Kramek
Robert Edward Kramek, ameriški admiral, * 15. december 1939, † 20. oktober 2016. 